# Ibbi-Sin
Ibbi-Sîn est le cinquième et dernier roi de la Troisième dynastie d'Ur. Il a régné de 2028 à 2004 av. J.-C. selon la chronologie moyenne, 1963 à 1940 av. J.-C. selon la chronologie basse. Il succède à son père Shu-Sîn. Sous son règne, l'empire d'Ur III se morcelle puis s'effondre.
La fragilisation de l'empire semble s'être accélérée sous Shu-Sîn, qui dispose d'une emprise moins forte sur les régions périphériques. Les noms d'années d'Ibbi-Sîn rapportent des victoires militaires contre des cités situées aux marges de son royaume (Simurrum, Anshan, Huhnur, Suse) aux côtés de constructions et d'actes pieux envers les grands temples sumériens. Il paraît clair, d'après l'analyse des sources de cette période, qu'Ibbi-Sîn ne règne plus sur un empire après au moins les cinq premières années de son règne. Son royaume se désintègre et ses vassaux semblent prendre de plus en plus d'indépendance, et il ne domine plus qu'Ur et ses alentours. Cette crise politique est en partie due à l'arrivée croissante d'Amorrites, dont certains occupent des postes-clés dans le royaume.
Les conditions de la chute d'Ur sont difficiles à reconstituer car elles ne sont rapportées que par des sources postérieures. Ibbi-Sîn réussit à conserver Ur pendant une vingtaine d'années, mais il perd progressivement les autres grandes cités de Basse Mésopotamie, dont les gouverneurs se rendent indépendants. Ishbi-Erra est l'un des premiers à le faire à Isin, alors que selon ce que rapporte une tradition postérieure il était chargé par Ibbi-Sîn de trouver du grain pour résoudre une crise de subsistance qui touchait Ur. Selon ce que rapporte un autre texte, Larsa devient indépendante avec son roi Naplanum. Un autre exemple est celui de Shu-iliya à Eshnunna.
Si cette désintégration progressive du royaume est la cause de sa chute, il faut sans doute chercher d'autres causes plus profondes, comme la difficulté à gérer le lourd appareil administratif de l'empire et à pacifier durablement les régions voisines de l'empire. C'est à la plus turbulente d'entre elles, l'Élam, que la tradition postérieure attribue la chute d'Ur, sous les coups d'une coalition menée par le roi Kindattu de Simashki. La ville est prise et pillée, et, selon des textes tardifs, Ibbi-Sîn aurait été emporté en Élam avec la statue de culte de Nanna, le dieu tutélaire d'Ur. Ce sont les royaumes dominés par des rois amorrites, en premier lieu Isin et Larsa, qui prennent la succession de l'empire d'Ur III, ouvrant une nouvelle période, dite « paléo-babylonienne ».